# Giuseppe Basini
Giuseppe Basini (Reggio Emilia, 10 febbraio 1947 – 8 maggio 2025) è stato un politico e fisico italiano.

## Biografia
Nato a Reggio Emilia, da sempre ha vissuto a Roma.

### Attività accademica
Dopo la laurea in fisica nucleare, conseguita all'università di Roma, ha ricoperto incarichi di ricerca in vari paesi (Stati Uniti, Francia, Germania, Svizzera) per molte istituzioni scientifiche (NASA, CEA, CERN) percorrendo i gradi della carriera accademica fino al rango di dirigente di ricerca dell'Istituto nazionale di fisica nucleare (INFN).
Nel marzo 2010 è stato invitato per la sua teoria Open Quantum Relativity ad assumere la posizione di guest professor presso il CERN di Ginevra. Ha inoltre ricoperto, in qualità di esperto indicato dal Ministero degli Esteri, l'incarico di membro della Commissione Sostituzione Materiali della Comunità economica europea, per lo studio della possibilità economica di sostituzione dei materiali rari o in via d'esaurimento. Nel corso della sua carriera, ha avuto oltre 290 pubblicazioni scientifiche, essenzialmente su riviste specializzate.
La sua attività si è concentrata dapprima nel campo della fisica subnucleare sperimentale con esperimenti al CERN e a DESY (Amburgo), partecipando agli esperimenti MASS, MASS-SAT, WiZard condotti tramite palloni aerostatici e apparati stratosferici, precursori di successivi esperimenti sulla stazione spaziale e su satelliti, tra cui PAMELA. In seguito, in collaborazione con Salvatore Capozziello, la sua attività scientifica si è indirizzata nel settore della fisica teorica, segnatamente nel filone dei tentativi di unificazione fra teoria della relatività e meccanica quantistica. La proposta teorica da loro avanzata, nata da una soluzione da loro individuata del paradosso Einstein-Podolsky-Rosen, è la prima a dimostrare matematicamente la possibilità di due frecce del tempo in un modo coerente con la meccanica quantistica e la relatività, ed è nota negli ambienti accademici internazionali come Open Quantum Relativity.

### Attività politica

#### Da Alleanza Nazionale al Partito Liberale Italiano
Attivo nella politica giovanile fin dal periodo universitario Basini ha militato nella Gioventù Liberale Italiana e poi nel Partito Liberale Italiano.
Dopo la svolta a sinistra di Mario Segni nel 1993 della quale Basini fu tra i primi oppositori insieme a Indro Montanelli, Enzo Savarese e Gian Nicola Amoretti, prese parte alla fondazione di Alleanza Nazionale. Fra i relatori al banco del primo congresso di Fiuggi, Basini si candidò alle Europee del 1994, posizionato secondo nella lista della circoscrizione Nord Est dietro Gianfranco Fini, ottenendo oltre diecimila preferenze.

#### L'elezione al senato in AN
Alle elezioni politiche del 1996 è stato eletto al Senato della Repubblica, nelle liste di AN in Emilia-Romagna.
In AN Basini, membro dell'ufficio politico e della direzione nazionale, mantenne una posizione di destra liberale e reaganiana, vicina ed alleata alle posizioni della corrente Destra e Libertà guidata da Adolfo Urso ed Altero Matteoli, come testimoniano le posizioni di critica anche forte assunte per esempio dopo la svolta di Verona, fino alla sua decisione di dimettersi dalla direzione del partito nel 2001 per divergenze con la presidenza sulla linea politica. 

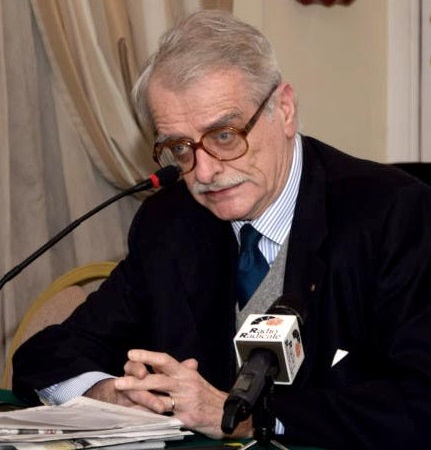
Il Prof. Giuseppe Basini

#### Il rientro nei liberali
Non rieletto in AN nel maggio 2001, fonda insieme a Gian Nicola Amoretti e a Gabriele Pagliuzzi, il movimento politico "Destra Liberale Italiana", andato poi a confluire nel nuovo Partito Liberale Italiano all'atto della sua ricostituzione il 3-4 dicembre 2004 a Roma sulla base di un programma scritto anche con il suo contributo.
Al primo congresso del PLI è stato eletto dai delegati Presidente del Consiglio Nazionale del partito. Nel frattempo ha ricoperto in qualità di esperto l'incarico di membro della commissione per la comunicazione ambientale del Ministero dell'ambiente guidato da Altero Matteoli (2004-2006).
Nel novembre 2010, Basini, secondo il quale il centro-destra nel corso degli anni aveva tradito sia la sua ispirazione liberale sia quella patriottica, essendo Forza Italia divenuta ostaggio della Lega Nord di Bossi, annunciò il suo interesse per il costituendo Nuovo Polo per l'Italia, in accordo con il presidente dell'UDC Rocco Buttiglione. Il progetto, tuttavia, fu abbandonato per il tramonto dell'ipotesi del Partito della Nazione e il successivo accordo terzopolista dell'UDC con Scelta Civica per le elezioni politiche del 2013.
Successivamente Basini ha riunito un gruppo di liberali-nazionali in un congresso a Roma con la partecipazione di Giorgia Meloni ed altri esponenti storici del centrodestra come Adolfo Urso, Enzo Savarese, Gabriele Pagliuzzi e Rocco Buttiglione e intensifica la sua attività in seno alla Unione Monarchica Italiana.

#### L'accordo con la Lega e l'elezione alla Camera
Alle elezioni politiche del 2018, come esponente del PLI nelle liste della Lega, è stato eletto alla Camera dei Deputati nel circoscrizione Lazio 1. Una candidatura liberale in questo partito, secondo Basini, è divenuta possibile grazie ai profondi cambiamenti di linea impressi da Matteo Salvini, che ha posto fine alla collocazione ristretta al nord della Lega, attuando una effettiva svolta nazionale. Fuoriesce dal PLI dopo che il partito si dissocia dalle posizioni sovraniste della Lega rifondando la Destra Liberale Italiana, di cui diviene presidente onorario.
È stato autore di due monografie: "La ragione e il cammino incantato" (trasposizione poetica delle leggi della fisica, con prefazione del Prof. Nicola Cabibbo e del Prof. Renato Angelo Ricci, all'epoca presidenti rispettivamente dell'INFN e della European Physical Society) e "De Libertate" (trattato di politica liberale, con le prefazioni di Silvio Berlusconi, Renato Angelo Ricci e Gabriele Pagliuzzi).

## Opere
- Giuseppe Basini, La ragione e il cammino incantato. Poesia, storia e frontiere della Fisica, Roma, Quasar, 1993,  p. 320, ISBN 88-7097-038-8.